# Naga (Mythologie)

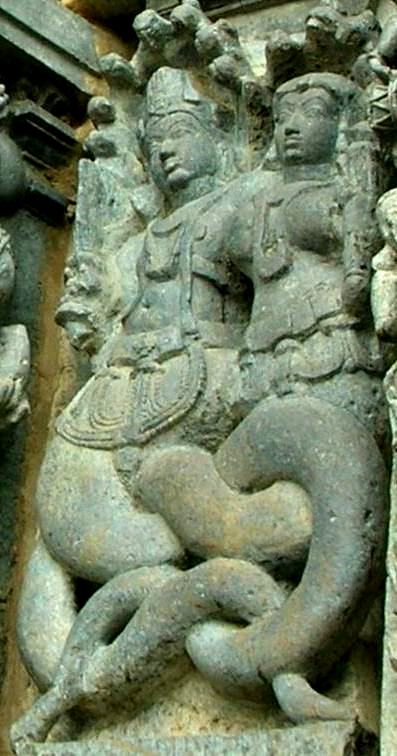
Schlangenkönig und -königin (naga und nagini) mit ineinander verschlungenen Unterleibern in Halebid (Karnataka)

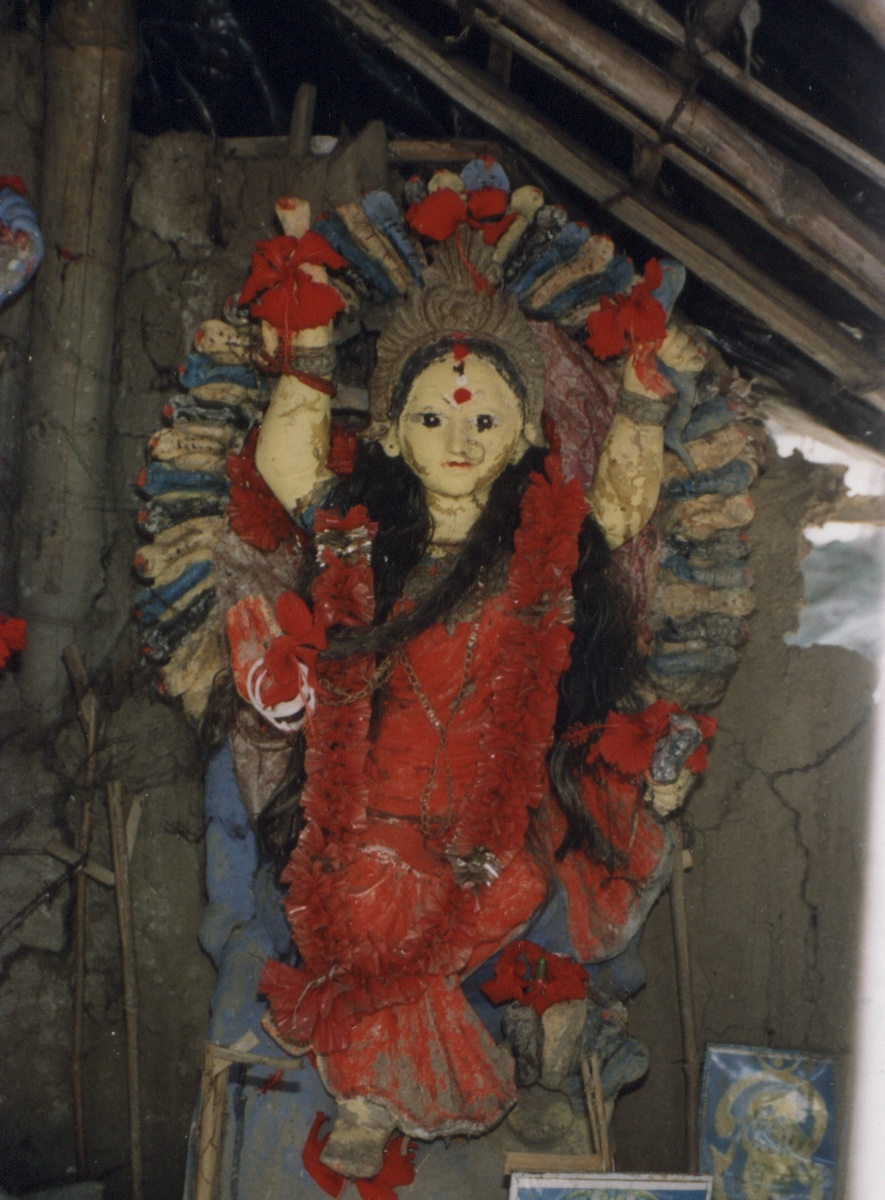
Nagagöttin Manasa, besonders verehrt in Bengalen

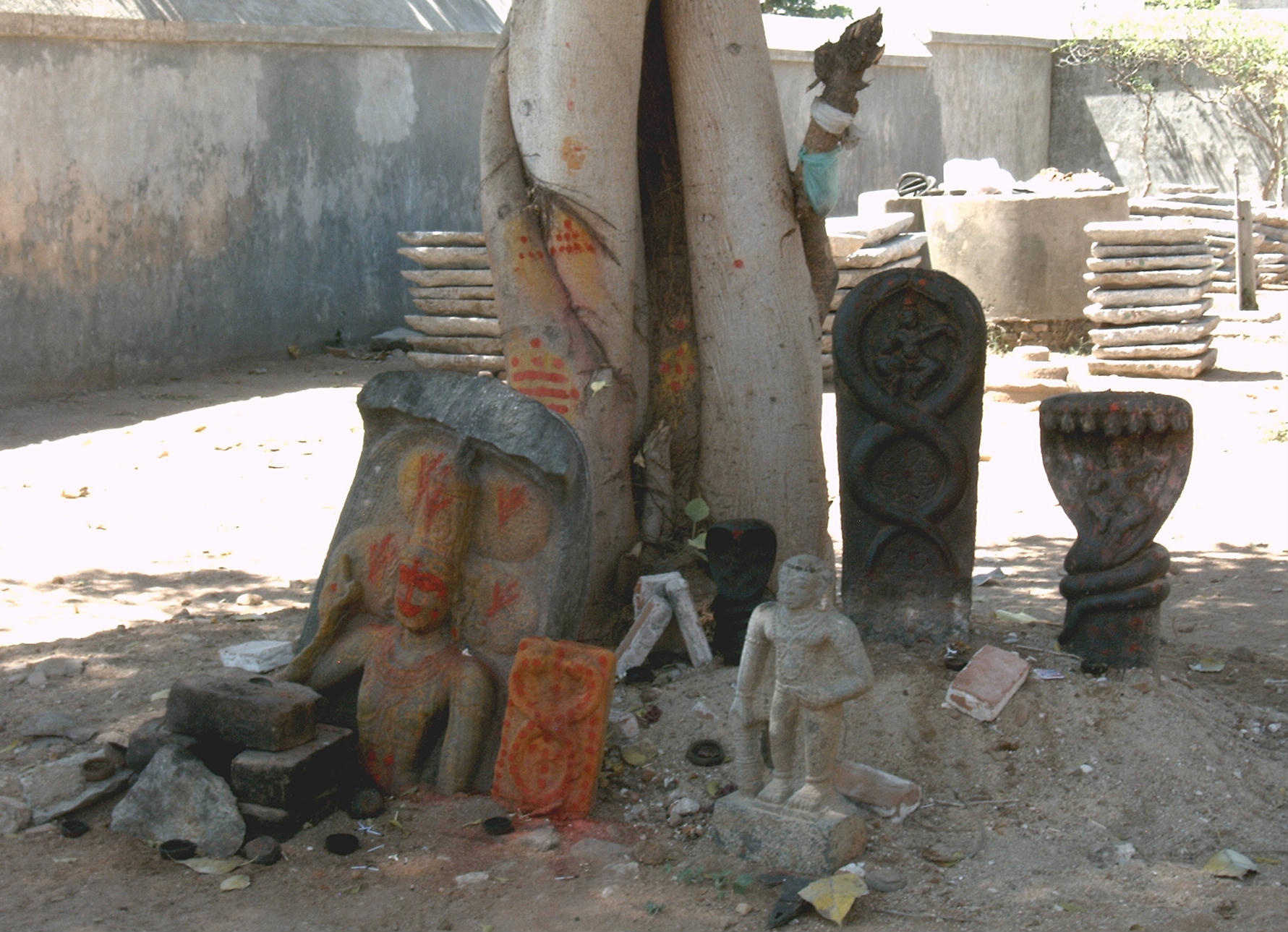
Naga-Kultstätte in Kanchipuram, Tamil Nadu

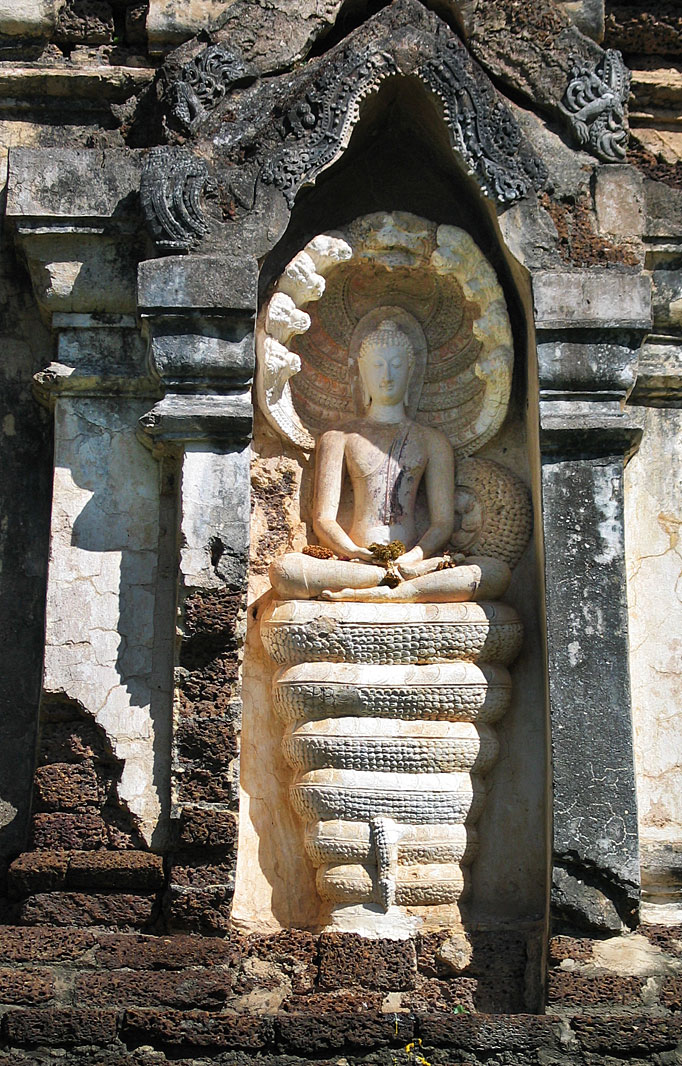
Buddha von Nagas beschirmt

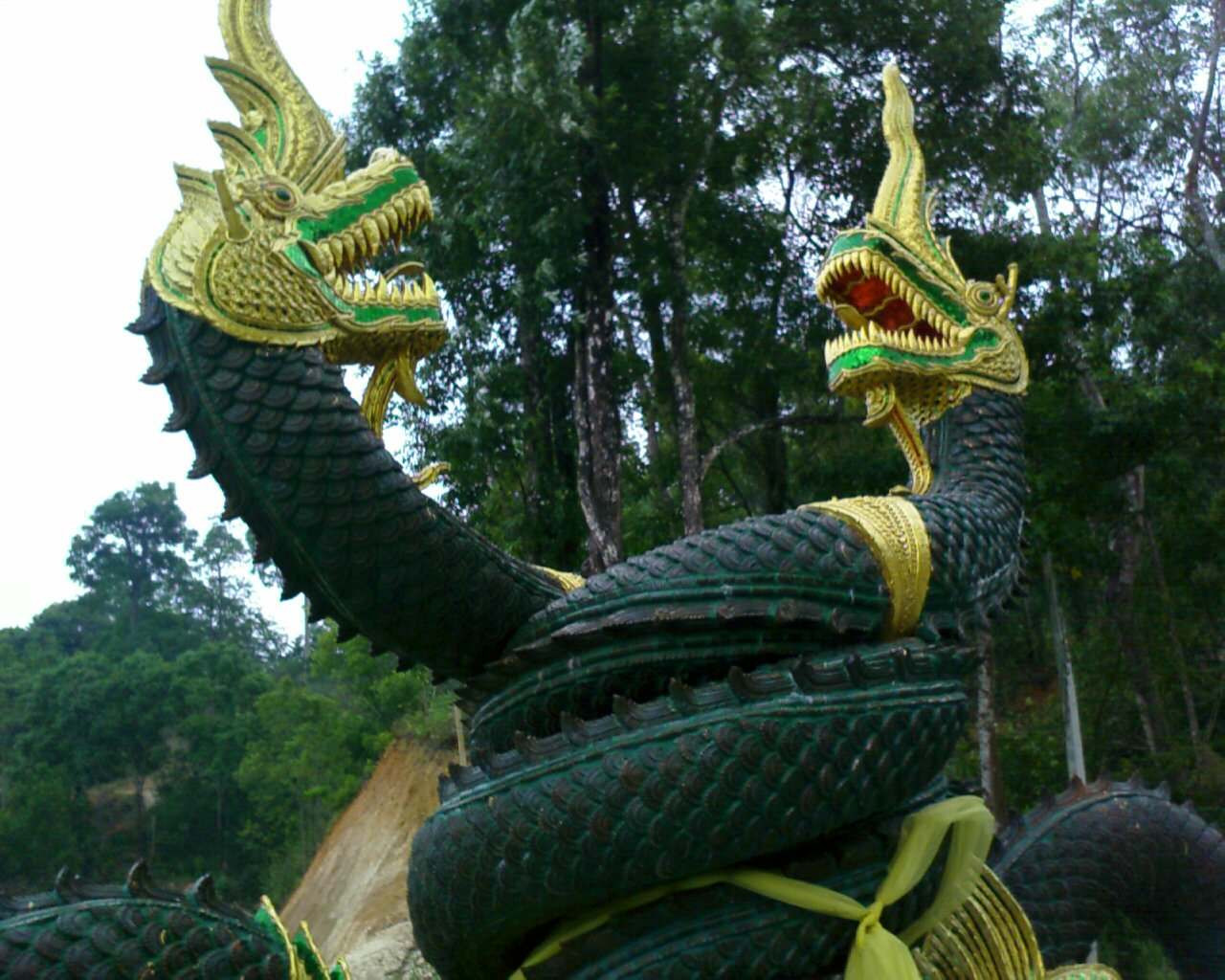
Naga am Eingang zum Wat Phra Puttha Baht Si Roi, Mae Rim, Provinz Chiang Mai, Nordthailand

Naga (Sanskrit, m., नाग, nāga, ‚Schlange‘; weibliche Form = nagi oder nagini) bezeichnet in der indischen Mythologie ein Schlangenwesen oder eine Schlangengottheit. Es gibt verschiedene Darstellungsformen: Entweder mit vollständiger Schlangengestalt, als Mensch mit Schlangenkopf oder mit menschlichem Körper, der in einer Schlangengestalt ausläuft. Häufig sind auch Darstellungen mit mehrköpfigen Schlangen, beziehungsweise einer mehrköpfigen Kobrahaube. Im Nordosten Indiens existiert eine spezielle Schlangengöttin mit Namen Manasa.

## Nagas in der indischen Mythologie
Nagas sind als Wesen mit magischen Fähigkeiten bekannt und können jederzeit menschliche Gestalt annehmen. Gelegentlich sollen sie ihr Reich verlassen und sich unter die Menschen mischen. Sie gelten als Wächter von Übergängen, Schwellen und Türen, besonders auch im symbolischen Sinn. Erzfeind der Nagas ist Garuda, das Begleittier von Vishnu. Darstellungen des Riesenvogels zeigen diesen oft mit Nagas in seinen Klauen.
Sehr oft werden die Wörter für Schlangen, Schlangendämonen, Nagas, halb-menschlichen, halb-schlangenhaften Wesen nicht unterschieden. Mehrere wichtige Schlangen jedoch tragen Namen. In der hinduistischen Mythologie etwa ist es Shesha („der Bleibende, der Rest“), der die Erde trägt, ein anderes Wort ist Ananta („der Unendliche“), die auf dem Wasser liegende Schlange, auf welcher Vishnu in seiner Form als Narayan in kosmischem Schlaf ruht. In ganz Indien ist außerdem die häufig dargestellte Legende von Krishna und Kaliya bekannt.
In der buddhistischen Mythologie hingegen beschützte der Nagakönig Mucalinda den Buddha in seiner mehrere Wochen dauernden Meditation vor Regen und Unwetter, indem er seine vielen Köpfe wie einen Schirm über ihn breitete. Eine ähnliche Legende bezieht sich auf den Jaina-Tirthankara Parshvanata.
In der südindischen Volksreligiosität werden Nagas, die als chthonische (erdverbundene) Gottheiten vorhinduistischer religiöser Traditionen zu verstehen sind, häufig zum Gegenstand kultischer Verehrung. Diese Kulte fügen sich mehr oder weniger stark in die klassisch-hinduistischen Traditionen ein, beispielsweise räumlich-institutionell wie auf der nebenstehenden Abbildung: Diese Kultstätte, die am Fuß eines verwachsenen Baumes angelegt wurde, liegt auf dem Gelände des vishnuitischen Vaikunta-Perumal-Tempels in Kanchipuram und wird offenbar auch von dessen Brahmanen oder Tempeldienern gepflegt.
In Südindien zeichnen Frauen oft verschlungene Muster vor die Türen, die in Tamil Nadu kolam und in Kerala kalam genannt werden. Zu deren Zweck gehört, die Schlangengottheit Naga einzuladen, die ihre schützende, glück- und fruchtbarkeitverheißende Kraft für die Hausbewohner entfalten sollen.
Nagamandala, Ashlesha bali und Sarpam thullal sind Ritualtheater im Süden des Bundesstaates Karnataka, bei denen Nagas in einem Mandala verehrt werden und der Akteur durch das Mandala in einen Zustand der Besessenheit gerät.

## Nepal und Tibet
Durch den Kulturaustausch zwischen Indien und seinen nördlichen Nachbarn Nepal und Tibet im Rahmen der Verbreitung des Buddhismus wurden Nagas ebenfalls in die dortige Mythologie integriert. In Tibet sind sie unter dem Namen klu bekannt. Sie zählen zu den acht Grundformen der Geister und Dämonen und gehören zu den ältesten dieser Formen. Der größte See Tibets, der Yamzhog Yumco, gilt als eine Wohnstätte der Naga-Könige.

## Südostasien
Nagas sind auch in Südostasien bekannt, wohin sie mit der Ausbreitung der hinduistischen Religion spätestens im 6. Jahrhundert gelangt sind. In der thailändischen Mythologie sind die unzähligen horizontalen Ebenen des mythischen Berges Meru, der Achse des Universums, die Wohnstatt von himmlischen, irdischen und unterirdischen Wesen. Dort hausen in der Unterwelt neben den Yakshas, den dämonischen Wächtern, auch Nagas, die als Schlangen und zugleich als Drachen verstanden werden. In unserer Welt bewohnen die Nagas auf dem Grund von Flüssen, Seen und Meeren großartige Paläste, die mit Perlen und Edelsteinen reich geschmückt sind. Am Mekong sollen sie jedes Jahr als Naga-Feuerbälle bekannte Irrlichter erzeugen, die Anlass für eine Festveranstaltung bieten. Nagas werden auch als Beschützer geistiger Schätze angesehen.
Aus Laos ist bekannt, dass Naga-Motive in unterschiedlichste Stoffe eingewebt werden. Damit sollen zum Beispiel Ehen gesegnet, Neugeborene beschützt und der eigene Eintritt in den Himmel garantiert werden. 2023 wurde das „traditionelle Handwerk der Naga-Motivweberei in laotischen Gemeinden“ in die UNESCO-Liste des immateriellen Kulturerbes der Menschheit aufgenommen.
Bei dem in der malaiischen Inselwelt weit verbreiteten Kris, einem gewellten zeremoniellen Dolch, wird die Verbindung zur mythischen Schlange häufig durch einen Schlangenkopf, gelegentlich auch Elefantenkopf am Schaft (ganja) deutlich. Die Art, wie der Kris getragen wird, zeigt den gesellschaftlichen Rang seines Besitzers. Auf Java und besonders Bali wird der Kris als Träger übernatürlicher Kräfte in Zeremonien eingesetzt. Die balinesische Welt ruht auf einer Schildkröte (Bedawang) und den beiden Schlangen Anantabhoga und Basuki. Holzskulpturen zeigen eine gekrönte Nagaschlange auf dem Rücken einer Schildkröte und obenauf die Reisgöttin Devi Sri.
In den kosmogonischen Mythen Indonesiens sind die Symboltiere der Unterweltgottheiten meist weiblich und stehen in Gegensatz zu den oberweltlichen männlichen Symbolen wie dem Nashornvogel oder Hahn. Die im Westen Sumatras liegende Insel Nias wird wie Bali nach indisch-mythologischem Vorbild von einer Naga getragen.
Über die ehemals hinduistisch beeinflussten Kulturen sind mythologische Vorstellungen von Nagas in die naturreligiösen Glaubensformen mehrerer Ethnien auf den östlichen indonesischen Inseln gelangt. Andere hinduistische Elemente sind dort selten. Auch die örtlichen Bezeichnungen für die mythischen Schlangen gehen nur gelegentlich auf das Sanskritwort naga oder das indonesische ular („Schlange“) zurück.

### Nagas bei den Dayak
Bei den Tuman-Dayak in Borneo, an der Westgrenze der indonesischen Provinz Kalimantan Tengah, werden beim traditionellen Totenritual (tiwah) verschiedene Tiermasken getragen, darunter ist eine luha nago (Naga). Auf einem Pfosten steht eine Nagafigur mit einem Nashornvogel an der Spitze. Wenn während des rituellen Tanzes zu Beginn der Beerdigungszeremonie der hölzerne Sarg aufgedeckt wird, kommt an der Spitze des Sarges, an der die Füße des Verstorbenen liegen, ein großer Nagakopf zum Vorschein. Das hintere Ende wird durch einen gewundenen Nagaschwanz verlängert. Nagas, die für die Elemente Erde und Wasser stehen, überragen oft den Bug an großen Booten. Eine besondere Darstellung der Nagaköpfe bei den Tuman-Dayak belegt möglicherweise deren behauptete Abstammung von den Minangkabau auf Sumatra. Die Oberkiefer sind immer ähnlich einem Elefantenstoßzahn weit nach vorn verlängert. Ein musealer Kopf an einem Kanu aus Sumatra stellt eine Mischform aus einer Naga und dem indischen Elefantengott Ganesh dar.

### Nagas auf den Kleinen Sundainseln
Nagas besaßen in der traditionellen Kultur einiger ostindonesischen Kleinen Sundainseln (besonders Alor und Pantar) eine Schutzfunktion an Gemeinschaftshäusern (Adat-Häusern). Der Glauben an die magischen Kräfte der Nagas ging zum großen Teil durch die Christianisierung verloren. Naga-Darstellungen finden sich noch an einer im Stil eines traditionellen Hauses errichteten Moschee in Lerabaing (Alor) und verweisen auf die Übernahme alter Geistervorstellungen in den islamischen Glauben.
Anfang des 20. Jahrhunderts verbrannten Missionare alle schlangenähnlichen Holzfiguren, die nicht rechtzeitig von der Bevölkerung versteckt wurden. Dadurch sollte die Machtlosigkeit dieser Schutzgeister demonstriert werden. Auf der Insel Alor waren die hölzernen Nagas mit einem sakralen Stein zu Füßen auf dem zentralen Dorfplatz (Festplatz) aufgestellt und wurden ulenai genannt. Da auch der Lego lego-Tanz verboten wurde, konnten die traditionellen Begräbniszeremonien nicht mehr richtig stattfinden, was dazu führte, dass die Ahnen aus dem Jenseits ebenso wenig wie die verschwundenen Nagas unterstützend eingreifen konnten und die Bevölkerung nicht wusste, wie sie sich vor dem Einfluss der fremden Nagas schützen sollte. 
Die eigene Naga kann vor den übelwollenden Nagas anderer Menschen schützen. Die Ursache für diese Kraft liegt im Schöpfungsmythos der ersten Menschen begründet. Der Urahn Manimoti versuchte in zwei Anläufen, Menschen zu erschaffen. Auf Anweisung des obersten Schöpfergottes Lahatala schnitzte er zwei Naga-Holzfiguren und legte sie unter einen Steinhaufen. Als Lahatala ihnen Atem gab, fingen sie an zu summen, regten sich aber ansonsten nicht. Erst der zweite Versuch verlief erfolgreich. Dabei formte er die ersten Menschen, drei Männer und drei Frauen, aus Reis- und Maismehl, das mit Wachs und Wasser vermischt wurde. Gong-Musik erweckte sie zum Leben. Nagas sind laut diesem Mythos eng mit den Menschen verbunden, es sind unvollendete Menschen, die durch den Atem zwar eine Seele erhalten haben, denen aber die Fähigkeit, selbständig leben zu können noch fehlt.
Ernst Vatter fand um 1930 zwei Arten von Nagas auf den Kleinen Sundainseln: naturalistische Holzfiguren und abstrahierte „Rankennagas“, bei denen die Schlangenform noch annähernd zu erkennen war. Die naturalistischen Figuren besaßen ein weit geöffnetes Maul mit spitzen Zähnen, unterhalb war ein Schälchen für Opfergaben aus dem Holz geformt, das bei den Rankennagas fehlte. Der Schwanz der naturalistischen Nagas endete manchmal in einer Vogelfigur, der in der indonesischen Mythologie häufig anzutreffenden Verbindung Schlange–Vogel.